# Pärlor till pappa
Pärlor till pappa är en bilderbok skriven av Maud Mangold, illustrationer av Sassa Buregren. 

## Handling
Boken handlar om teddybjörnen Sonja som har en pappa som sitter i fängelse. Boken tar upp de funderingar som ett litet barn kan ha om en förälder som sitter frihetsberövad. Maud Mangold är utbildad psykolog och skriver insiktsfullt om det lilla barnets frågor. 
Boken tilldelades Nils Holgersson-plaketten 2009.